# Piano piano (Mimmo Locasciulli)
Piano piano è il quindicesimo album del cantautore italiano Mimmo Locasciulli, pubblicato nel 2004 dall'etichetta discografica Hobo.

## Descrizione
Arrangiato e prodotto da Mimmo Locasciulli è un album completamente acustico dove a predominare è il pianoforte, composto da 9 brani inediti più la versione italiana di Hotelsong, del gruppo musicale svizzero Patent Ochsner, e la cover di Tu no di Piero Ciampi. 
Ci sono anche due tracce bonus di cui una, Hotelsong è un duetto con Bune Huber cantante dei Patent Ochsner.
L'altra traccia bonus è Odor di maggio scritta da Locasciulli per l'album Tuttintorno di Gigliola Cinquetti, qui interpretata in versione acustica.
Anche in questo disco suona il contrabbasso Greg Cohen collaboratore, tra gli altri, di Tom Waits, Bill Frisell, Dave Douglas, Laurie Anderson, Lou Reed, Randy Newman ed Elvis Costello.

## Tracce
CD (Hobo, HOB 515205 2)
1. Un po' di tempo ancora – 4:02
2. Randagio – 4:04
3. Hotelsong – 4:12
4. L'inverno – 4:25
5. Olio sull'acqua – 3:52
6. Vanina – 4:05
7. Piano piano – 4:22
8. Tu no – 3:13
9. L'interpretazione dei sogni – 3:43
10. Vola vola vola – 3:33
11. Lettere dalla riserva – 2:57
12. Odor di maggio (bonus track)
13. Hotelsong (Bern) (bonus track)

Durata totale: 42:28

## Formazione
- Mimmo Locasciulli - voce, chitarra, piano, tastiere, percussioni, armonium
- Bune Huber - cori
- Greg Cohen - contrabbasso
- Matteo Locasciulli - contrabbasso
- Massimo Buzzi - batteria, rullante
- Stefano Parenti - percussioni, batteria
- Massimo Fumanti - chitarra classica e acustica
- Gianni Delconte - chitarra acustica
- Giovanna Famulari - violoncello
- Fabrizio Fabiano - violoncello
- Eric Daniel - clarinetto, sassofono soprano
- Michael Applebaum - flicorno soprano, tromba